# 491 (szám)
A 491 (római számmal: CDXCI) egy természetes szám, prímszám.

## A szám a matematikában
A tízes számrendszerbeli 491-es a kettes számrendszerben 111101011, a nyolcas számrendszerben 753, a tizenhatos számrendszerben 1EB alakban írható fel.
A 491 páratlan szám, prímszám. Normálalakban a 4,91 · 102 szorzattal írható fel.
Szigorúan nem palindrom szám.
A 491 négyzete 241 081, köbe 118 370 771, négyzetgyöke 22,15852, köbgyöke 7,88909, reciproka 0,0020367. A 491 egység sugarú kör kerülete 3085,04399 egység, területe 757 378,29852 területegység; a 491 egység sugarú gömb térfogata 495 830 326,1 térfogategység.
A 491 helyen az Euler-függvény helyettesítési értéke 490, a Möbius-függvényé −1.